# Rode reus

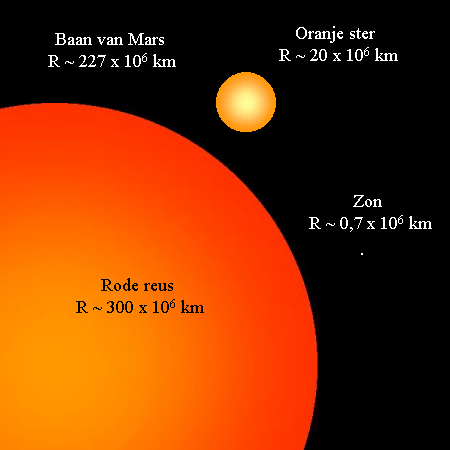
Grootte van een rode reus ten opzichte van de zon

Een rode reus (en de gerelateerde oranje reus) is een ster die aan het einde van haar levensfase is gekomen. 

## Kenmerken
De spectraalklasse van een rode reus is K (een oranje reus) of M en de lichtkrachtklasse II of III. Voorbeelden van rode reuzen zijn de koolstofsterren. Rode reuzen zijn vaak veranderlijk, zoals de Mira-veranderlijken.
De effectieve temperatuur van rode reuzen is 3330 tot 4750 K; van koolstofsterren 1900 tot 5400 K.

## Ontstaan van rode reuzen
Een hoofdreeksster geeft energie af door de fusie van waterstof tot helium in de kern door middel van de proton-protoncyclus of de koolstof-stikstofcyclus.
In de loop der tijd raakt het waterstof in de kern steeds meer opgebrand, waardoor het fusieproces in de loop der tijd minder wordt. Daardoor koelt de ster wat af en neemt de stralingsdruk in de kern af. Hierdoor trekt de kern onder invloed van haar eigen gewicht wat meer samen waardoor de temperatuur stijgt. Deze temperatuurstijging heeft tot gevolg dat er een waterstoffusie in een schil buiten de kern op gang komt.
Een ster waar buiten de kern een fusieproces plaatsvindt, produceert meer energie dan daarvoor en zwelt enorm op. Doordat door het opzwellen de oppervlaktetemperatuur daalt wordt de ster een rode reus. Als de zon over ongeveer 5 miljard jaar in dit stadium komt, wordt zij zo groot dat de buitenste lagen tot ver voorbij de baan van Venus, en misschien zelfs tot voorbij de baan van de Aarde zullen reiken.
Tijdens deze fase hoopt zich steeds meer helium in de kern op, die daardoor nog meer samentrekt en waardoor de dichtheid van de kern steeds hoger wordt. Als de kern een temperatuur bereikt van 100 miljoen kelvin gaat het helium in de kern fuseren tot koolstof door middel van het Triple-alfaproces. Het begin van deze fusie wordt heliumflits genoemd. De buitenste gaswolken drijven steeds verder weg en vormen een planetaire nevel. De rest (dus het inwendige) van de ster stort in elkaar en eindigt als een witte dwerg.
Bij zware sterren vindt er een supernova plaats, en eindigt de ster uiteindelijk als neutronenster (pulsar) of als zwart gat. Sterren met een massa groter dan 8 maal de massa van de zon worden superreuzen.

## Voorbeelden
De dichtstbijzijnde oranje reuzen zijn Pollux (33,8 lichtjaar; K0IIIb) en Arcturus (36 lichtjaar; K1.5IIIFe-0.5); de dichtstbijzijnde rode reus is Gacrux (88 lichtjaar; M3.5III). De bekendste is wellicht Betelgeuze (800 lichtjaar)